# Jesús de Miguel Pérez
Jesús de Miguel (Palencia, 9 de enero de 1975) es un pintor español, próximo a la corriente neoexpresionista, conocido sobre todo por su obra pictórica, pero con un enfoque multidisciplinar. 

## Trayectoria
Se licenció en Bellas artes por la Universidad de Salamanca en 1999 tras estudiar Antropología del arte y los procesos creativos en la misma universidad.
En 2000 lanzó su propio sello discográfico Modern Electrics junto a su socio Al Velilla, con el que se ha editado el trabajo de artistas de la música electrónica como Nacho Marco, Jay Tripwire o Kiko Navarro.
Sus poliédricas facetas van desde la escultura, a la creación musical, la animación 3D, el videoarte, y las instalaciones artísticas, con estilos tomados del dadaísmo, la historieta, el punk, el collage e incluso de las prehistóricas pinturas rupestres. Allen Jones el célebre artista británico, miembro de la Royal Academy of Arts, dijo lo siguiente respecto a Jesús de Miguel, tras asistir a su exposición de 2015 en Think Creative Hub: 
«Es un artista que utiliza los diferentes registros pictóricos de una manera excepcional. Es muy difícil hacer una exposición individual tan grande y que a su vez sea tan homogénea y completa. ¡Bravo!»
Miguel López-Pelegrín, quien comisarió la exposición "¿Qué pinto aquí?" en la primavera de 2018 de la Sala Velázquez de Madrid, le dedicó estas palabras en su presentación: 
«Jesús es un hombre renacentista, igual compone música electrónica que hace la dirección artística de una fiesta. Se atreve con todas las disciplinas artísticas y de todos los retos sale triunfador. La pintura, el dibujo, la escultura, el videoarte, la animación 3D y la música son su alimento y su canal de expresión. Mantiene una relación simbiótica y vital con ellas. Su estilo próximo a la corriente neoexpresionista no deja a nadie indiferente.
Igual que la cara es el espejo del alma, la obra es del artista. A través de la obra de Jesús de Miguel descubrimos a un personaje vitalista, fuerte, trasgresor y sin miedo enfrentarse a lo que le traiga la vida.»  

## Algunas exposiciones individuales
- 2000 Rockymarcianoseretira en el Istituto Europeo di Design
- 2002 Grial, Ibiza.
- 2005 Psycolabis Hotel Pachá, Ibiza.
- 2006 Estupideces en cortos, muestra de vídeo, La Nave, Ibiza
- 2007-2009 Dirección artística y vídeo instalaciones en Home Video Festival Ibiza, HOVI[4]
- 2007-2010 Galería Miguel E. Young, Ibiza
- 2010-2011 Club Roca Llisa, Ibiza
- 2011 Sala de exposiciones Can Jeroni. San José, Ibiza[5]
- 2013 Tormenta y Marea, Madrid
- 2014 Cuadros & MAD furniture en La Maison, Ibiza
- 2015 Think Creative Hub, Ibiza
- 2015 Cola Blanca Universal Club Diario de Ibiza, Ibiza[6]
- 2016 Exposición en la Casa Portmany. Dalt Vila, Ibiza
- 2017 Es polvorí. Dalt Vila, Ibiza.[7]
- 2017 Información innecesaria continua Galería B12, Ibiza.[8]
- 2018 Exposición individual en SushiPoint, Ibiza
- 2018 Extra Ball. Artista seleccionado entre las 50 propuestas de Incart 2017. Can Gelabert, Binisalem. (Baleares)[9]
- 2018 Qué pinto aquí. Exposición individual en Velázquez, 12. (Madrid)[10]
- 2018 Instalación en Ibiza Light Festival[11]
- 2019 Exposición privada en Club Cadendo en la Calle Almagro de Madrid.
- 2019 El Sol o es mentira o está lejos. Exposición individual en H10 Art Gallery en Enrique Granados, 64. (Barcelona)[12]
- 2020 Garden Art Gallery. Exposición individual.[13]
- 2025 Adda Gallery Ibiza

## Arte en vivo
- Julio de 2017: Creación de pinturas a cuatro manos con el artista Robert Arató.[14]
- Julio de 2017: Homenaje a la Generación Beat con una colaboración del artista Silvio Magaglio.[15]
- Abril de 2018: Pintura a tres manos con Tolkyn Sakbayeva y Alberto Acinas. Evento benéfico. Sala Alcolea de Madrid.
- Octubre de 2020: Intervención en la Zero Suite.[16]

## Premios
- Octubre de 2017: Tercer premio otorgado por IbizaArt Guide y OD Group.[17]

- Noviembre de 2020: Primer premio en los IbizArt Guide.

- Noviembre de 2020: Tercer premio en los OD Art Awards.[18]

## Embajador por la cultura y el beneficio social
- Padrino de la Villa Romana de La Olmeda (Palencia)[19]
- Colaboración con la Biblioteca Libre de Ibiza.[20]
- Nombrado embajador de la asociación benéfica Wonderful Julius.[21]